# Новое Село (Стрыйский район)
Новое Село (укр. Нове Село) — село в Гнездычевской поселковой общине Стрыйского района Львовской области Украины, расположено на реке Любешка.
Население по переписи 2001 года составляло 420 человек. Занимает площадь 1,123 км². Почтовый индекс — 81774. Телефонный код — 3239.

## Персоналии
- Яськив, Мария Франковна (1913—?) — Герой Социалистического Труда (1958).